# کف‌موج

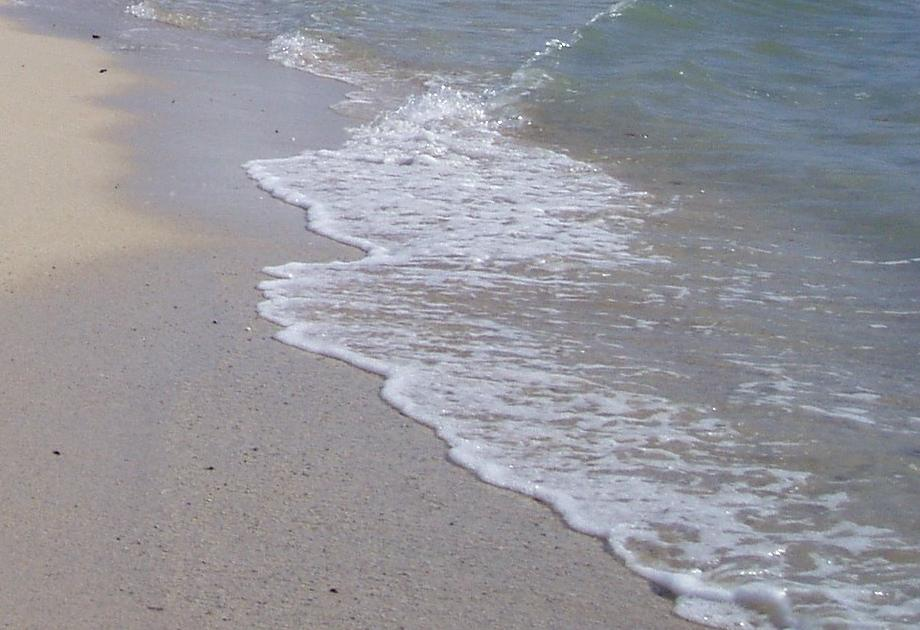
پسروی آب دریا

کف‌موج به پایین کشیدن سطح آب ساحل که متعاقب آن شکستن موجی صورت می‌گیرد.